# 馬里昂 (堪薩斯州)
馬里昂（英語：Marion）是一個位於美國堪薩斯州馬里昂縣的城市。同時該地也是馬里昂縣的縣治。

## 地方資料
馬里昂的座標為38°20′54″N 97°01′02″W / 38.34833°N 97.01722°W，而該地的海拔高度為399米（即1309英尺）。根據2010年美國人口普查，該地共人口1922人，而該地的面積約為6.98平方千米。